# Balade (album, Prljavo kazalište)
Balade je kompilacijski album skupine Prljavo kazalište, ki je za srbsko tržišče izšel leta 1998 pri založbi Hi-Fi Centar. Album vsebuje izbor skladb od albuma Heroj ulice (1981) do albuma Devedeseta (1990).
Balade je ena izmed prvih izdaj Prljavega kazališta, ki je skupaj z albumom Hitovi izšla, po Domovinski vojni, v Srbiji. 

## Seznam skladb
Vse skladbe je napisal Jasenko Houra.
| Št. | Naslov                                                              | Z albuma               | Dolžina |
| --- | ------------------------------------------------------------------- | ---------------------- | ------- |
| 1.  | „Ma kog' me Boga za tebe pitaju‟                                    | Zlatne godine 1985     | 5:57    |
| 2.  | „Na Badnje veče‟ (arr. Mato Došen, Prljavo kazalište)               | Devedeseta 1990        | 5:13    |
| 3.  | „Moj bijeli labude‟                                                 | Zaustavite Zemlju 1988 | 4:55    |
| 4.  | „Heroj ulice‟                                                       | Heroj ulice 1981       | 4:40    |
| 5.  | „Iz nekih starih razloga‟ (arr. M. Došen, Prljavo kazalište)        | Devedeseta 1990        | 4:17    |
| 6.  | „Zbogom dame, zbogom prijatelji‟ (arr. M. Došen, Prljavo kazalište) | Devedeseta 1990        | 5:00    |
| 7.  | „Oprostio mi Bog, mogla bi i ti‟ (arr. M. Došen, Prljavo kazalište) | Devedeseta 1990        | 4:45    |
| 8.  | „Vlakovi‟                                                           | Zaustavite Zemlju 1988 | 3:59    |
| 9.  | „... Mojoj majci‟                                                   | Zaustavite Zemlju 1988 | 5:12    |
| 10. | „449 (Svaki put kad odlaziš)‟                                       | Zaustavite Zemlju 1988 | 5:55    |
| 11. | „Korak od sna‟                                                      | Korak od sna 1983      | 3:12    |
| 12. | „Čini mi se‟                                                        | Korak od sna 1983      | 5:30    |

## Zasedba

### Prljavo kazalište
- Jasenko Houra – kitara
- Tihomir Fileš – bobni
- Damir Lipošek – kitara (2, 5–7)
- Ninoslav Hrastek – bas kitara
- Mladen Bodalec – vokal (1–3, 5–10)
- Mladen Roško – klaviature (2, 5–7)
- Marijan Brkić – kitara (1, 3, 4, 8–12)
- Davorin Bogović – vokal (11, 12)